# Mesaceratherium
Mesaceratherium là một chi tê giác đã tuyệt chủng.